# Toivo Kärki

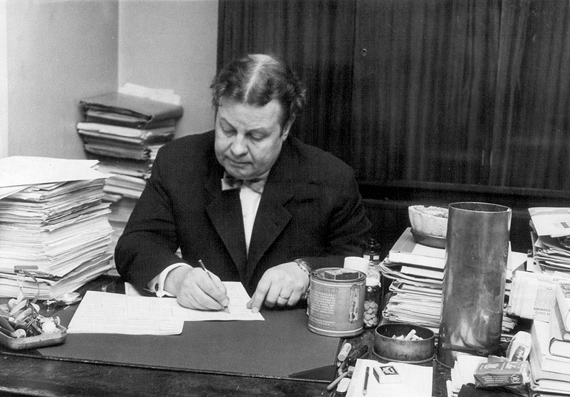
Toivo Kärki en 1959

Toivo Kärki (3 de diciembre de 1915 – 30 de abril de 1992) fue un compositor, músico, pianista y arreglista finlandés, conocido por su trabajo con Reino Helismaa.

## Biografía

### Inicios
Su nombre completo era Toivo Pietari Johannes Kärki, y nació en Pirkkala, Finlandia, siendo sus padres Frans Kärki, un capellán, y Ester Kurvinen. Yuvo seis hermanos: Usko (nacido en 1912), Lahja (1913), Armo (1914), Rauha (1918), Voitto y Ilo (1925). Pasó su infancia y juventud en Töysä y en Laihia, donde conoció a su futura esposa, Tuulikki Leikka. Tocaba el piano desde muy joven, y estudió música y practicó el órgano. Cursó estudios en Tampere, y entró en el Liceo Clásico en 1933.
En el otoño de 1933 inició su carrera como músico profesional tocando el piano en el restaurante  Funkis, en Tampere. En 1935 ingresó en el grupo musical Ramblers, dirigido por Klaus Salmi. Casado en 1936 con Tuulikki Leikka, en 1937 nació su hija Anna-Liisa.
En la década de 1930 se grabaron un total de nueve de sus composiciones. De ellas, la canción de mayor fama fue "Muratin peittämä akkuna", cantada por Eugen Malmstén. Otros intérpretes de sus temas en la época fueron Arvi Hänninen, Georg Malmstén, A. Aimo y Veli Lehto.
En 1938 inició su servicio militar, y al final del mismo, en la primavera de 1939, Kärki participó en un concurso internacional de composición dirigido por la revista inglesa Rhythm. Con más de 500 concursantes, Kärki ganó con "Things happen that way" (que no se grabó hasta 1958 con el título "Näin kai määrätty on", cantada por Eila Pellinen). Entusiasmado por el premio, planeó viajar a los Estados Unidos, pero la guerra frustró sus planes.

### Guerra de Invierno
Durante la Guerra de Invierno, Kärki sirvió en la artillería en el Istmo de Carelia. La lucha le obligó a frenar su actividad musical. Tras el armisticio, en abril de 1940 nació su hijo Pekka, y la familia se asentó en Helsinki.
Kärki se ocupó como pianista y arreglista en la orquesta de Erkki Aho. En diciembre de 1940 Eero Väre y Matti Jurva cantaron 28 canciones suyas, siendo las de mayor fama "On elon retki näin" y el vals "Olit Karjala kaunein maa". Entre los letristas que colaboraron con él se encontraban Kerttu Mustonen, Olavi Karu y Auvo Kurvinen.

### Guerra de Continuación
Durante la Guerra de Continuación, Kärki volvió a servir en artillería. Aunque no formó parte de las fuerzas de entretenimiento, pudo tocar en la radio y en diferentes conciertos. A lo largo de más de dos años, y a pesar de la contienda y no disponer de instrumentos, fue capaz de seguir componiendo.
En mayo de 1942 Eero Väre cantó en Helsinki 33 canciones de Kärki, ninguna de las cuales tuvo éxito. Fueron algo conocidas las canciones "Aamu Aunuksessa", "Viimeinen viesti" y "Retki Kauko-Karjalaan".
Ese mismo año sus composiciones y arreglos también se grabaron para Columbia, siendo los intérpretes A. Aimo, Eugen Malmstén y Henry Theel. En los temas "Harmaa siipi" y "Nimetön valssi" debutó su letrista Helena Eeva. 
En 1943 Kärki compuso piezas corales para poemas de autores como Aleksis Kivi, Heikki Asunta y Einari Vuorela. En marzo del siguiente año Olavi Virta cantó diez de las composiciones de Kärki, todas con letras de Kerttu Mustonen. Destacaban el foxtrot "Lauluni ei sun luoksesi kanna" y los tangos "Mikä mielesi muuttanut on" y "Siks oon mä suruinen", este último uno de los temas más conocidos de Kärki. 

### Posguerra
Su tercer hijo, Kalervo, nació en 1945. Sus primeros éxitos reales llegaron en ese año: "Tule hiljaa", "Liljankukka", "Hiljaa soivat balalaikat" y "Joka ainoa hetki". En años siguientes compuso "Surullinen tango", "Jos muistelet mua", "Ei onnea suurempaa", "Harmaat silmät", "Naisten tango", "Joko uuvuit sä uneen", "Anna-Liisa" y "Soidessa tangon ja loisteessa kuun", entre otros muchos temas, la mayoría de ellos tangos de estilo finlandés, con elementos de jazz y romanticismo eslavo. Los temas estaban relacionados con los dolorosos sentimientos de posguerra. Sus cantantes eran Henry Theel y Eero Väre, y trabajaban en las letras Kerttu Mustonen, Helena Eeva, Erkki Salmi y Usko Kemppi.
En 1946 Kärki formó una banda para actuar en gira y, a lo largo de diez años, también en clubes y salas de baile. Cantaba Henry Theel, pero también fueron intérpretes Erkki Junkkarinen, Matti Louhivuori, Pauli Granfelt, Usko Dahl, Mauno Maunola, Per-Erik Förars, Tage Manninen, Ossi Runne y Harry Aaltonen. Kärki solía tocar el acordeón, el piano o el vibráfono.

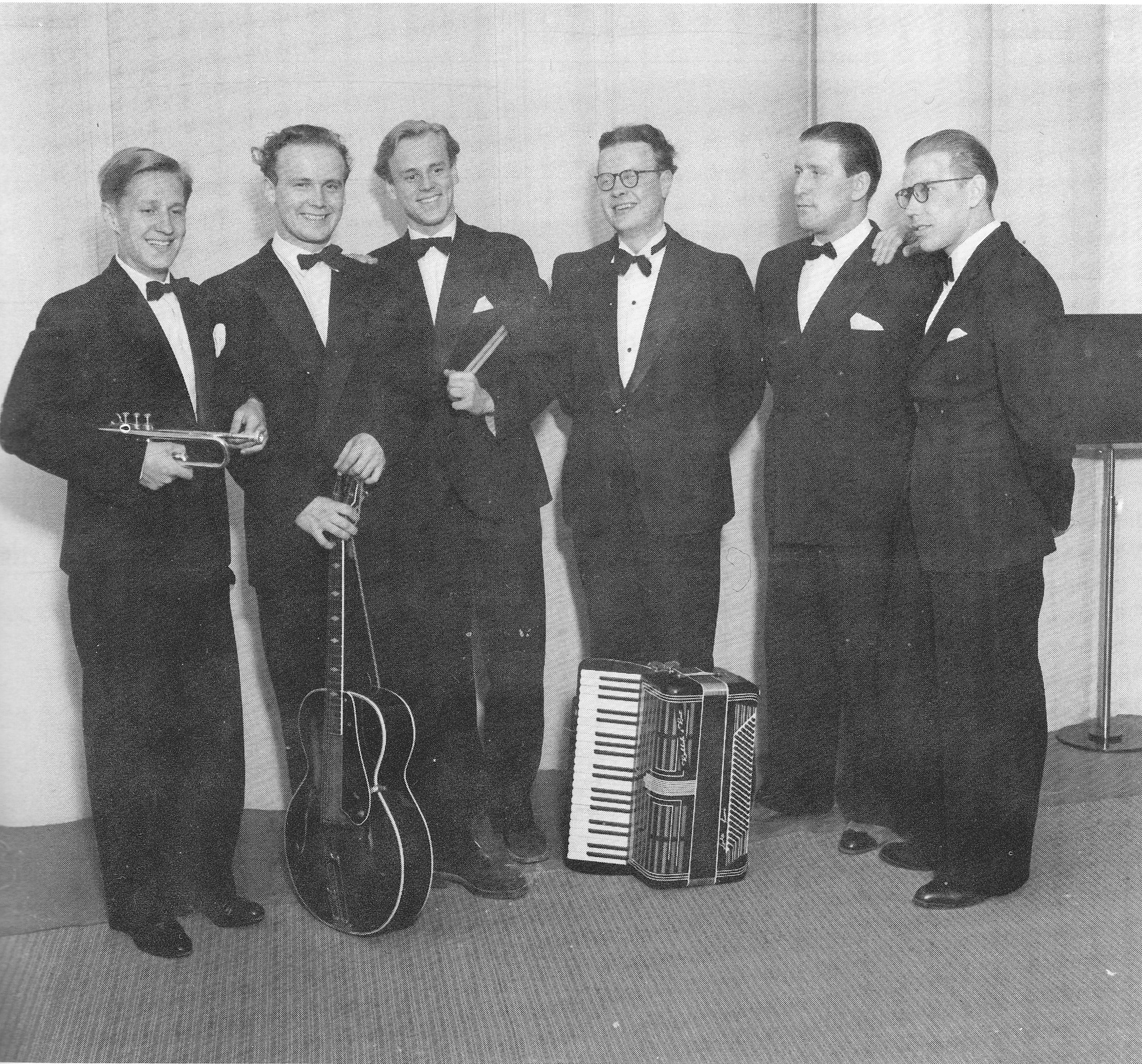
Banda de Toivo Kärki. Desde la izq.: Ossi Runne, Martti Huttunen, Tage Manninen, Toivo Kärki, Henry Theel y Usko Dahl

En la siguiente década grabaron "Laulava sydän", "Toukokuu", "Eron hetki on kaunis", "Marja-Leena", "Kuin lapsena ennen", "Ei erossa yhtään iltaa", "Köyhä laulaja", "Harhakuva" y "Soita hiljaa kitarain", entre otros temas. Además de Henry Theel, también cantaban Tauno Palo y Erkki Junkkarinen, siendo letristas Lauri Jauhiainen y Kullervo.

### Trabajo con Helismaa
Durante la Guerra de Continuación, Toivo Kärki conoció un poema escrito por Reino Helismaa, y decidió ponerse en contacto con él una vez finalizara la contienda. En su primera reunión, pensó haber encontrado un alma gemela. Empezaron a trabajar juntos, y su ritmo de composición fue frenético, aprovechando cualquier situación para trabajar.
En el año 1948 hicieron su primera canción, que cantó Helismaa. Tuvo un éxito inmediato, pero no pudo emitirse por Yleisradio a causa de su letra. La cooperación real entre los dos artistas se inició en la década de 1950, componiendo temas como "Katuviertä pitkin", "Linjuripolkka", "Rovaniemen markkinoilla", "Imatran Inkeri", "Kaksi vanhaa tukkijätkää", "Moukan tuuri", "Tuija tehtaan tyttö", "Neljän tuulen tiellä", "Reppu ja reissumies", "Muhoksen Mimmi", "Kaksi ystävää", "Kievarin Kirsti", "Kulkurin iltatähti", "Rekiretki" y "Lentävä kalakukko", entre otros. Además de Helismaa, cantaban las composiciones Jorma Ikävalko, Kauko Käyhkö, Veikko Sato, Erkki Junkkarinen, Matti Louhivuori y Esa Pakarinen.
Entraron en el mundo del cine trabajando en producciones de género rillumarei, de gran éxito popular, aunque despreciadas por la crítica. Helismaa solía escribir guiones, y Kärki componía la música. Entre sus trabajos figuran películas de la serie Pekka Puupää .
En la primera mitad de los años 1950 escribieron, entre otras composiciones, "Minä soitan sulle illalla", "Kirje Korvatunturille", "Lauluni aiheet", "Laivat puuta – miehet rautaa", "Me tulemme taas", "Vanhan myllyn taru", "Odotin pitkän illan", "Hiljainen kylätie", "Muista minua", "Ohi on", "Lapin jenkka", "Mummon kaappikello", "Virta toi – virta vei", "Koivu ja sydän", "Äidin syntymäpäivä", "Rakasta kärsi ja unhoita" y "Keskiyön tango".
Olavi Virta grabó entre 1952 y 1954 un gran número de canciones de la pareja, como "Kaipaan kahta sanaa", "Poskivalssi", "Merenneidon kyynel", "Sinun silmiesi tähden", "Täysikuu", "Missä lienetkään", "Kohtalon leikkiä" y "Kolme kitaraa". 
Dada su gran producción, así como los problemas con la crítica y la valoración de sus composiciones, Kärki y Helismaa utilizaron muchos pseudónimos. Por ejemplo, en 1954 escribieron la canción Ruoska ja rakkaus bajo pseudónimo, recibiendo buenas críticas, las cuales disminuyeron cuando revelaron ser ellos los escritores.
Desde los años 1940, Kärki tuvo una empresa editorial propia para lanzar sus temas, Sävelteos. Posteriormente fue renombrada X-Sävel y trabajó hasta 1970, cuando fue adquirida por Musiikki Fazer.
En 1955 Kärki dejó de viajar y actuar, y trabajó como directivo en Musiikki Fazerin, aunque compatibilizando su cargo con la composición. Esto hizo que bajara su ritmo de composición, aunque en años siguientes lanzó "Sekajunan matkassa", "Sininen hetki", "Liian paljon rahaa", "Tango suviyössä soi", "Kuutamotango", "Sakura no hana", "Rattaanpyörä" y "Tulivuori", temas interpretados por Lasse Kuusela, Vieno Kekkonen, Jorma Lyytinen y Ilkka Rinne.

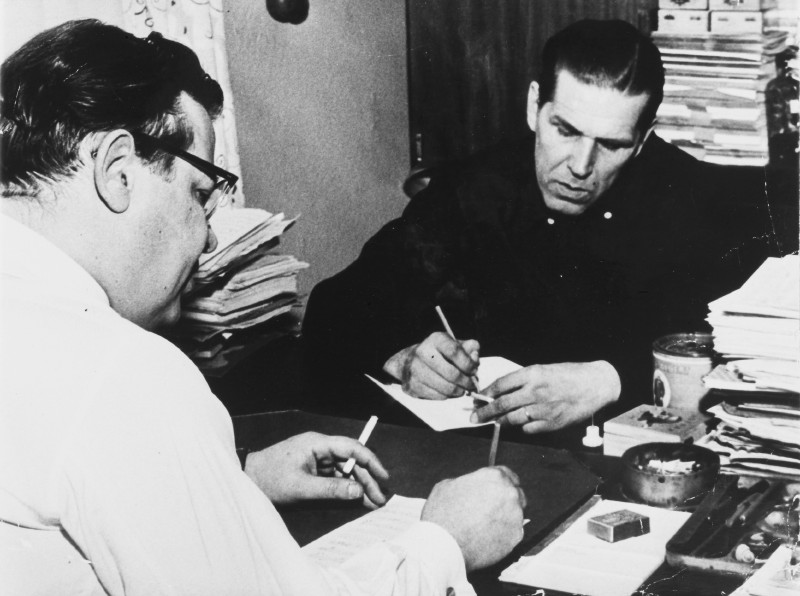
Toivo Kärki y Reino Helismaa en los años 1950

El auge e internacionalización de la música juvenil hizo que Kärki y Helismaa modernizaran su estilo. Además, surgieron nuevos cantantes como Eila Pellinen, Eila Pienimäki, Eino Grön, Tuula Siponius, Anja Piipponen, Vesa Enne y Tuija Helinä. Utilizando el formato de las Big Band, compusieron "Onni jonka annoin pois", "Nyt maksaa saan sen", "Toisen oma", "Sinä sinä sinä", "Vanhan veräjän luona", "Nyt sataa", "Nuori rytmi", "Pieni hopea-aasi", "Sydänyön hetki", "Nuori sydän" y "Illasta aamuun". Además de los temas de swing, siguieron componiendo con ritmos de tango finlandés, como fue el caso de "Tango sinun kanssasi", "Illan viimeinen tango", "Tähdet kertovat" y "Tulenliekki".
Las composiciones de los primeros años 1960 fueron interpretadas por Per-Erik Förars, Leif Wager, Anna-Liisa Pyykkö, Ritva Mustonen, Johnny Forsell, Ragni Malmsten, Marion Rung, Taisto Tammi, Markus Allan, Oili Vainio, Matti Heinivaho, Viktor Klimenko, Umberto Marcato y Seppo Hanski: "Onnenrasia", "Kahvila Flamenco", "Syksyn tango", "Tiku ja Taku", "Pikku rahastaja", "Tango merellä", "Yksi ainoa katse vain", "Rakkauden rikkaus", "Kesän tango", "Pieni myyjätär", "Neljäs mies" y "Anneli Anneli Anneli". 
La colaboración de Kärki con Helismaa, 17 años con más de 550 discos, finalizó con la muerte prematura del segundo en 1965. La canción "Aurinko laskee länteen", escrita por ambos, ganó la clasificación al Festival de Eurovisión, pero el cantante Viktor Klimenko no consiguió un buen resultado final, lo cual fue una decepción para Kärki, no recuperado totalmente de la muerte de su colega.

### Últimos años
Juha Vainio empezó a colaborar con Kärki, cantando las canciones "Seuramatkat", "Vanha salakuljettaja Laitinen", "Tulta päin", "Ei maha mittää", "Rapurallaa", "Hiljainen sade toukokuun", "Lapin taikaa", "Ei tämän pojan haudalla ruusut kasva", "Kuin silloin ennen" (representante finlandesa en Eurovisión en 1969), "Sanat eivät riitä kertomaan", "Jos vielä oot vapaa", y otras muchas más. Vainio compuso unas 150 letras de composiciones de Kärki entre 1965 y 1989, siendo el segundo letrista de Kärki tras Helismaa.
Pero Kärki compuso también con otros letristas: Lauri Jauhiainen ("Vanhan jermun purnaus", "Kaiken vaihtaisin tangoon"), Tuula Valkama ("Sirpale onnea", "Joku odottaa kirjettäsi"), Pauli Salonen ("Miksi puhelin ei soi", "Tallinnan laulu", "Rantaa riittää"), Terttu Suni ("Märkää asfalttia"), Saukki ("Taj Mahal", "Tango Sinikalle"), Reijo Vires ("Antaa vetää vain", "Helsingin kesä") y Arvo Aallas ("Hyväile hyväile vaan", "Suosikkityttö"). Según Helena Eeva, una de sus mejores composiciones de los años 1960 fue "Jos helmiä kyyneleet ois". Con un amplio espectro estilístico, los cantantes que interpretaron sus canciones en la época fueron Juha Vainio, Reijo Tani, Tamara Lund, Anneli Sari, Esko Rahkonen, Vuokko Piironen, Fredi, Kivikasvot, Jarkko & Laura, Pasi Kaunisto, Markus, Finn Trio, Jarkko Lehti, Tapio Rautavaara, Paula Koivuniemi, Sammy Babitzin y Georg Ots.
En 1966 Kärki fue a vivir a Asikkala, donde pasó más de veinte años.
En los años 1970 el negocio de la música era más difícil y una generación más joven llegó al mercado. Como productor y compositor, Kärki se vio obligado a mantenerse al día, lo cual consiguió parcialmente.
Además de su actividad musical, en esa época Kärki fue miembro del consejo editorial de Suuri toivelaulukirja, con algunos desacuerdos por detalles de carácter técnico que en ocasiones le alejaron de la empresa.
Vexi Salmi fue otro letrista con el cual trabajó Kärki en la época. Su primera canción, grabada por Sirkka Keiski en 1966, fue ”Enempää en kerro”, pero la relación efectiva entre ambos no se inició realmente hasta principios de los años 1970. En total, Salmi escribió unas 120 melodías de Kärki, siendo por ello su tercer letrista más prolífico. Algunas canciones destacadas de la época fueron "Kuka puolestani itkee", "Kauan sitten", "Nelostie", "Kauneimmat päivät", "Mustasukkainen", "Vain eteenpäin", "Kotiseudulle tiedä en vertaa", "Minun on ikävä kesää", "Aina näin lähekkäin" y "Sinne", y entre sus intérpretes se encontraban Pasi Kaunisto, Jouko ja Kosti, Päivi Paunu, Carola Standertskjöld, Markku Aro, Kai Hyttinen, Frederik, Tapani Kansa, Tulipunaruusut,  Ahonkylän flikat, Marit ja Mikot y Merja Rantamäki.
Kärki se retiró de Fazer en 1980. Trabajó con nuevos letristas como Aappo I. Piippo, Raul Reiman, Kyösti Timonen, Pauli Ylitalo y Timo Jokinen, grabando las canciones Reijo Taipale, Jukka Raitanen, Ahti Lampi, Hanne, Esa Niemitalo, Pekka Himanka, Teuvo Oinas, Jamppa Tuominen, Taneli Mäkelä, Rainer Friman, Timo Turpeinen y Teuvo Valo. Sin embargo, pocas de sus composiciones en la época llegaron a tener un gran éxito. Entre ellas destacaron cuatro canciones interpretadas por el coro Stemma.
En el año 1982, y escritas por Maarit Niiniluoto en base a extensas entrevistas, se publicaron sus memorias Siks oon mä suruinen (Tammi).
Kärki recibió en 1980 un premio de la Asociación de Músicos de Finlandia (Suomen Muusikkojen), en 1983 la Medalla Helsinki, El Premio Kalevala en 1985, y la Medalla Pro Finlandia en 1987.
Toivo Kärki falleció en Helsinki en el año 1992. Fue enterrado en el Cementerio de Hietaniemi.

## Pseudónimos
Toivo Kärki utilizó varios pseudónimos, especialmente cuando trabajó con Reino Helismaan en los años 1950 y 1960. Sus pseudónimos fueron:
- Kari Aava (utilizado en 330 composiciones)
- Antonio Brave (en 46 piezas)
- C. Kaparov (en tres canciones de estilo ruso)
- Vesa Lehti (tres temas en 1944)
- Matti Metsä (nueve temas en 1942)
- Martti Ounamo (12 temas entre 1951 y 1953 usando el nombre de su amigo Martti Ounamo)
- Pedro De Punta (60 temas de estilo sudamericano y español)
- Sulo Sointu (seis canciones en 1942)
- Karl Stein (35 copias en 1956–1970)
- W. Stone (70 piezas de estilo fox trot en 1948–1971)
- Markku Tienoja (una canción en 1954)
- Esko Tuulimäki (cuatro temas)
- Vasara
- Orvokki Itä (anagrama de Toivo Kärki)